# Birmingham (Alabama)
Birmingham (/ˈbɜːrmɪŋhæm/ bur-ming-ham) è un comune (city) degli Stati Uniti d'America che si trova tra le contee di Jefferson (della quale è capoluogo) e Shelby, nello Stato dell'Alabama. La popolazione era di 209 880 persone al censimento del 2018, il che la rende la città più popolosa dello stato e la centesima città più popolosa della nazione. È la principale città dell'area metropolitana nota come Greater Birmingham.

## Geografia fisica
Secondo lo United States Census Bureau, ha un'area totale di 151,9 miglia quadrate (393 km²), costituiti da 149,9 miglia quadrate (388 km²) di terra e 2,0 miglia quadrate (5,2 km²) di acqua.

### Clima
La temperatura più alta mai registrata è stata di 107 °F (42 °C), il 29 luglio 1930, mentre la temperatura più bassa mai registrata è stata di −10 °F (−23 °C), il 13 febbraio 1899.
| Birmingham                 | Mesi  | Mesi  | Mesi  | Mesi  | Mesi  | Mesi  | Mesi  | Mesi | Mesi | Mesi | Mesi  | Mesi  | Stagioni | Stagioni | Stagioni | Stagioni | Anno    |
| Birmingham                 | Gen   | Feb   | Mar   | Apr   | Mag   | Giu   | Lug   | Ago  | Set  | Ott  | Nov   | Dic   | Inv      | Pri      | Est      | Aut      | Anno    |
| -------------------------- | ----- | ----- | ----- | ----- | ----- | ----- | ----- | ---- | ---- | ---- | ----- | ----- | -------- | -------- | -------- | -------- | ------- |
| T. max. media (°C)         | 12,1  | 14,7  | 19,3  | 23,6  | 27,5  | 30,9  | 32,7  | 32,6 | 29,5 | 24,1 | 18,6  | 13,3  | 13,4     | 23,5     | 32,1     | 24,1     | 23,2    |
| T. min. media (°C)         | 1     | 2,8   | 6,5   | 10,3  | 15,4  | 19,8  | 21,9  | 21,6 | 17,9 | 11,6 | 6,4   | 2,4   | 2,1      | 10,7     | 21,1     | 12,0     | 11,5    |
| Precipitazioni (mm)        | 122,9 | 115,1 | 132,8 | 111,3 | 126,7 | 111,3 | 121,9 | 99,8 | 99,1 | 87,4 | 123,2 | 113,0 | 351,0    | 370,8    | 333,0    | 309,7    | 1 364,5 |
| Umidità relativa media (%) | 70,5  | 66,5  | 64,2  | 65,0  | 70,1  | 71,6  | 74,4  | 74,6 | 74,0 | 71,6 | 71,4  | 71,2  | 69,4     | 66,4     | 73,5     | 72,3     | 70,4    |

## Storia
Birmingham fu fondata il 1º giugno del 1871, al termine della guerra civile americana, come comprensorio industriale. Fu così chiamata in onore di Birmingham, la principale città industriale del Regno Unito. La città sorse in una vallata dove era stata rilevata una grande quantità di ferro, utile nella produzione dell'acciaio. La crescita della città fu inizialmente rallentata da una violenta epidemia di colera e dal crash della Borsa di Wall Street del 1873.
Agli inizi del 1900 il centro della città subì un vistoso ammodernamento, e divenne una ricca zona residenziale con nuove abitazioni in stile neoclassico. Tra il 1902 ed il 1912 vennero poi costruiti quattro grattacieli all'incrocio tra la 20th Street e la 1st Avenue North. Questi grattacieli presero il nome di "angolo più pesante sulla Terra" (Heaviest Corner on Earth). Nel 1916 la città fu colpita da un terremoto, passato alla storia come "Terremoto di Irondale" (magnitudo 5.1) ed alcuni palazzi furono vistosamente danneggiati.
La "Grande depressione" degli anni 1930 colpì Birmingham in modo particolarmente duro, e vide la chiusura di molte industrie e la migrazione di centinaia di contadini, che dalle campagne giunsero in città alla ricerca di lavoro. Successivamente, agli inizi degli anni '40, l'enorme domanda di acciaio a seguito della seconda guerra mondiale, fece nuovamente prosperare la città di Birmingham. In questa città si sviluppò negli anni una classe media afro-americana che tuttavia rimase segregata fino al periodo delle lotte per i diritti civili negli anni sessanta.
A metà del XX secolo Birmingham era divenuta uno dei centri industriali più importanti degli Stati Uniti tanto da farle guadagnare i soprannomi di Magic City e "Pittsburgh del sud". Le industrie più importanti della città erano quelle del ferro e dell'acciaio, poi nel corso degli anni, mentre l'industria cominciò ad entrare in crisi in tutta la nazione, l'economia cittadina si diversificò puntando anche sulla ricerca medica, sulle banche e sull'editoria. Negli ultimi anni sono cresciuti rapidamente i settori della biotecnologia e della tecnologia informatica e Birmingham è stata dichiarata come una delle migliori città statunitensi in cui vivere.

## Il movimento dei diritti civili di Birmingham
Tra il 1950 ed il 1960 la città di Birmingham balzò agli onori della cronaca nazionale e internazionale come una delle principali sedi del Movimento dei diritti civili. A quel tempo buona parte degli afroamericani residenti in città lavoravano nelle miniere e nelle industrie dell'acciaio.
Negli anni cinquanta molti afroamericani furono colpiti dal Ku Klux Klan dopo che questo era riuscito ad entrare in possesso di numerosi cartoni di dinamite custoditi nelle miniere di estrazione del ferro. Molti cittadini di razza bianca non erano infatti favorevoli ai cambiamenti sociali proposti dal movimento dei diritti civili e molte case di afroamericani furono colpite in quegli anni dall'esplosione di questi ordigni. Molti lavoratori di colore, al fine di tutelare le proprie famiglie, furono costretti a trasferirsi nella periferia della città. Questi eventi dinamitardi assegnarono alla città di Birmingham il soprannome di "Bombingham".
Localmente il Movimento dei diritti civili era guidato da Fred Shuttlesworth, un fiero predicatore che divenne leggendario per il proprio coraggio di fronte a minacce e violenze.
Lo spartiacque all'interno del Movimento di Birmingham avvenne nel 1963, quando Fred Shuttlesworth chiese a Martin Luther King di venire a Birmingham per aiutarlo a porre fine alle violenze e alla segregazione razziale. Martin Luther King accolse la richiesta e si recò a Birmingham in qualità di pastore e vi restò per i primi anni della sua carriera da predicatore. Insieme essi lanciarono il cosiddetto "Progetto C" (dove "C" stava per "confronto"), un'imponente e non violenta dimostrazione contro i soprusi perpetrati dai bianchi.
Nel 1963 Martin Luther King fu imprigionato per aver preso parte ad una manifestazione non violenta e mentre si trovava in carcere scrisse l'oggi famosa "Lettera dalla prigione di Birmingham", una sorta di trattato in cui spiegava le cause della segregazione razziale negli Stati Uniti. Subito dopo l'arresto di King si sollevarono in città molte e rumorose proteste, che vennero violentemente represse dalla polizia con gas lacrimogeni e cariche di alleggerimento. A seguito delle proteste più di 3 000 persone furono arrestate, tra cui molti minorenni.
Una domenica mattina del settembre 1963 una bomba artigianale esplose nella Chiesa Battista della 16ª strada uccidendo quattro ragazze nere. Le successive proteste degli attivisti del Movimento, assieme ad una crescente indignazione dell'opinione pubblica nei confronti della polizia e del Ku Klux Klan, contribuirono al cambio di rotta nei confronti dei cittadini afroamericani e alla definitiva approvazione nel 1964 del Civil Rights Act.

## Monumenti e luoghi d'interesse

### Architetture civili
Birmingham è sede di 66 case a torre.
Birmingham è inoltre la capitale culturale ed artistica dell'Alabama, con numerose gallerie d'arte all'interno della città, tra cui va nominato il Birmingham Museum of Arts. 
Birmingham è inoltre sede delle più importanti orchestre e compagnie di ballo dello Stato dell'Alabama.

### Musei

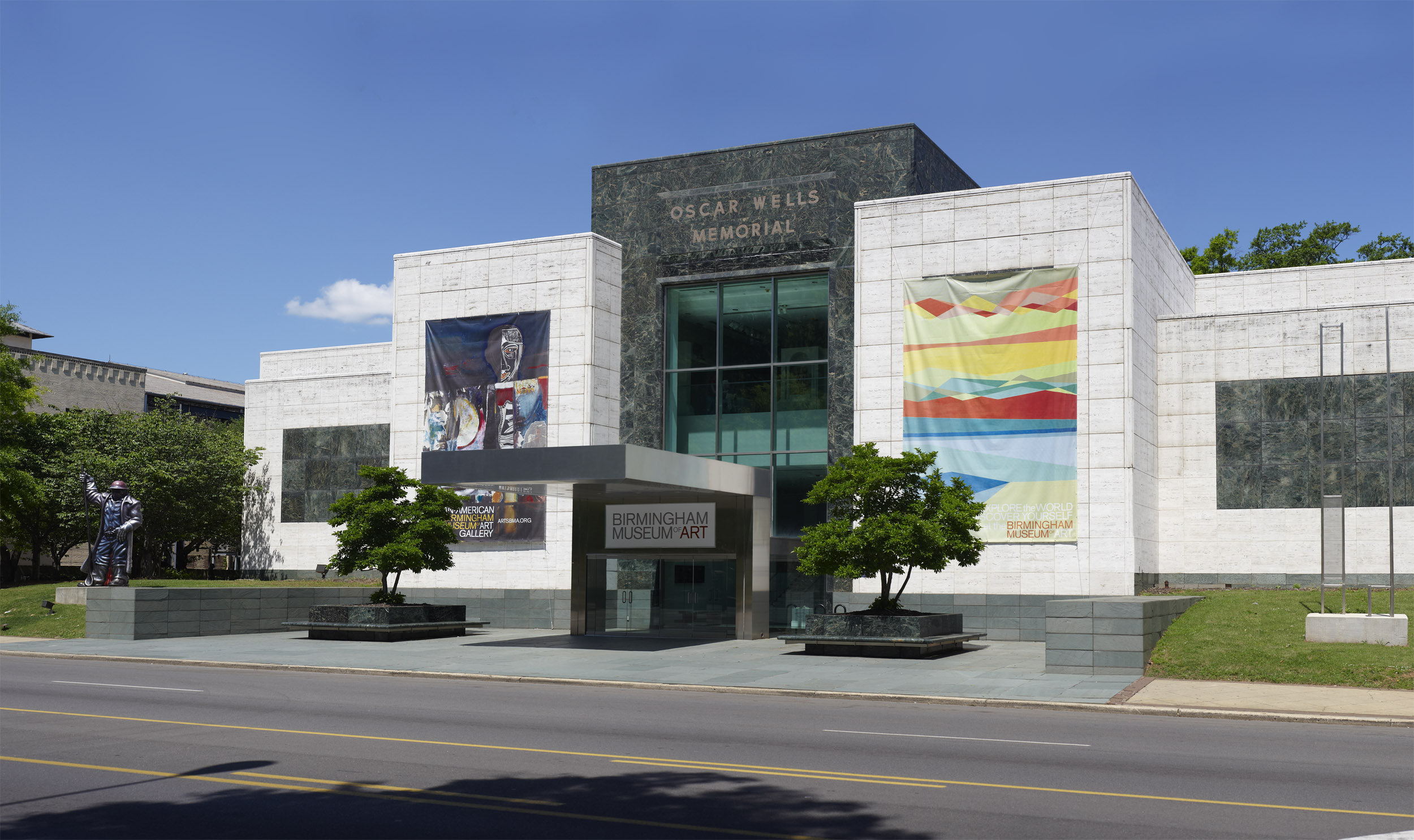
Birmingham Museum of Art

A Birmingham sono presenti molti musei. Il più grande di tutti è il Birmingham Museum of Arts.
All'interno del Kelly Ingram Park è inoltre presente il Birmingham Civil Rights Institute, che propone un percorso narrativo per cimeli ed immagini sulla vicenda delle persecuzioni razziali avvenute in città.
Il Southern Museum of Flight, sulla 73th Street North, è un museo civile dedicato all'aviazione. All'interno della struttura sono esposti circa 100 aerei, così come motori originali, modellini e fotografie d'epoca. In aggiunta, il museo è la sede dell'Alabama Aviation Hall of Fame, che racconta la storia dell'aviazione dell'Alabama attraverso alcune biografie collettive. Nella città si trova anche un museo di motoveicoli, il Barber Vintage Motorsports Museum

## Società
Abitanti censiti (in migliaia)

### Evoluzione demografica
Secondo il censimento del 2010, c'erano 212 237 persone.
Gli ultimi dati del 2018 parlano di 209 880 abitanti.

### Etnie e minoranze straniere
Secondo il censimento del 2010, la composizione etnica della città era formata dal 73,4% di bianchi, il 22,3% di afroamericani, lo 0,2% di nativi americani, l'1,0% di asiatici, il 2,1% di altre etnie, e l'1,0% di due o più etnie. Ispanici o latinos di qualunque etnie erano il 3,6% della popolazione.

## Economia
Nel 2014 le maggiori società pubbliche di Birmingham per capitalizzazione azionaria erano Regions Bank (14,61 miliardi di dollari), Vulcan Materials (8,45 miliardi di dollari), Energen (6,47 miliardi di dollari), Protective Life (5,47 miliardi di dollari) e HealthSouth (3,15 miliardi di dollari).
Nel 2015 le maggiori aziende private di Birmingham per fatturato annuo e numero di dipendenti erano: O'Neal Steel (2,66 miliardi di dollari, 550 dipendenti), EBSCO Industries (2,5 miliardi di dollari, 1 220 dipendenti), Drummond Co, Inc. (2,4 miliardi di dollari, 1 380 dipendenti), Brasfield & Gorrie, LLC (2,2 miliardi di dollari, 973 dipendenti) e McWane Inc. (1,7 miliardi di dollari, 620 dipendenti).

## Infrastrutture e trasporti
La città è servita dall'Aeroporto Internazionale di Birmingham-Shuttlesworth.

## Amministrazione

### Gemellaggi
Birmingham è gemellata con:
- Hitachi, dal 1982;
- Székesfehérvár, dal 1995;
- Anshan, dal 1996;
- Gweru, dal 1997;
- Pomigliano d'Arco, dal 1998;
- Distretto di Chaoyang, dal 1998;
- Maebashi, dal 1998;
- Krasnodon, dal 1999;
- Vinnycja, dal 2003;
- Dipartimento di Guédiawaye, dal 2005;
- Plzeň, dal 2005;
- Rosh HaAyin, dal 2005;
- al-Karak, dal 2005;
- Winneba, dal 2009;
- Liverpool, dal 2015
- Kingston, dal 2017

## Sport
A Birmingham è presente la squadra di calcio Birmingham Legion FC

## Birmingham nella cultura di massa
- La canzone folk Down in the Valley, conosciuta anche come Birmingham Jail, contiene il verso: "Write me a letter, send it by mail; Send it in care of the Birmingham jail" ('Scrivimi una lettera, mandala per posta; indirizzala alla prigione di Birmingham').
- La canzone Sweet Home Alabama dei Lynyrd Skynyrd contiene il verso "in Birmingham they love the governor" ('a Birmingham amano il governatore').
- La canzone Black Betty contiene il verso "She's from Birmingham (bam-ba-lam) Way down in Alabam' (bam-ba-lam)" ('Lei è di Birmingham, giù in Alabama').
- Randy Newman ha scritto una canzone intitolata Birmingham, contenuta nell'album Good Old Boys (1974).